# Беловарцы
Беловарцы (укр. Біловарці) — село в Бедевлянской сельской общине Тячевского района Закарпатской области Украины.
Население по переписи 2001 года составляло 992 человека. Почтовый индекс — 90562. Телефонный код — 3134. Занимает площадь 23 км². Код КОАТУУ — 2124480501.

## Местный совет
90562, с. Біловарці, вул. Леніна,56